# آرثر ماسترز
آرثر ماسترز (بالإنجليزية: Arthur Masters)‏ (10 أغسطس 1910 في المملكة المتحدة - 1998) هو لاعب كرة قدم بريطاني (وحمل سابقاً جنسية المملكة المتحدة لبريطانيا العظمى وأيرلندا) في مركز الهجوم. لعب مع بورت فايل ونوتينغهام فورست وليه جنيسيس ‏.